# 八大教育主張
八大教育主張（はちだいきょういくしゅちょう）は、1921年（大正10年）8月1日から8日までに亘って、東京高等師範学校（現筑波大学）の講堂(東京小石川大塚窪町)で、大日本学術協会が主催して開かれた教育についての「教育学術研究大会」である。毎日1人の演者が夕方6時から11時まで講壇に上がった。正式には「八大教育主張講演会」という。8人の演者が演壇に上がったことと、同年の内に同協会から講演が『八大教育主張』と題して刊行されたことから、このように呼ばれている。これらの主張は、「自学」「自動」「自由」「創造」「動的」など、大正新教育の意図するところを端的に表している。

## 講演者
- 樋口長市 - 自学教育論[2]
- 河野清丸 - 自動教育論[2]
- 手塚岸衛 - 自由教育論[2]
- 千葉命吉 - 一切衝動皆滿足論[2]
- 稲毛金七 - 創造教育論[2]
- 及川平治 - 動的教育論[2]
- 小原国芳 - 全人教育論[2]
- 片上伸 - 文芸教育論[2]

## 講演内容
企画をしたのは雑誌『教育学術界』主幹の尼子止で、開会挨拶には、東京高等師範学校教授の大瀬甚太郎、東京帝国大学教授の吉田熊次が立った。司会は8人で、町日この内の1人か2人が担当した。大瀬、吉田の他に、東京帝国大学教授の春山作樹、慶応技術大学教授の小林澄兄、東京帝国大学助教授の入沢宗寿、同じく助教授の阿部重孝、東京府視学の松原一彦、そして、尼子である。この講演会は主催者側の予想を超えて、定員2000人をはるかに上回る5500人の参加申し込みがあった。夏の暑い盛りにもかかわらず、北海道から沖縄、台湾や朝鮮、満州、樺太などの各地から参加者が集まった。講演者たちはその後、1920年代から1930年代まで、日本の大正自由主義教育のリーダーとなった。
これらの提言の中で、全人教育論という言葉だけが、その後長く残り、当初の論の内容を離れて、多くの初等中等教育の学校の教育理念を語る言葉として広く流布した。
講演会の内容をそのまま刊行した『八大教育主張』は、その後1976年に玉川大学出版部から「教育の名著」シリーズの一環として復刻刊行された。1921年に刊行された際には、樋口長市, 河野清丸, 手塚岸衛 ほかとなっているが、復刊版は小原国芳他著となっている。